# Alkor (Stern)
Alkor (Bayer-Bezeichnung: g Ursae Majoris, kurz: g UMa), umgangssprachlich das „Reiterlein“ (in Südwestdeutschland auch „Deichselreiter“) ist ein Stern 4. Größe im Sternbild Großer Bär. Er besitzt eine scheinbare Helligkeit von 4,0m und liegt etwa 82 Lichtjahre von der Sonne entfernt. Alkor ist kein Einzelstern, sondern ein Doppelsternsystem, das zudem Mitglied des Ursa-Major-Haufens ist. Bis heute ist nicht zweifelsfrei geklärt, ob das Alkor-System mit dem benachbarten Mizar-System ein Mehrfachsternsystem bildet.

## Lage und Beobachtung
Ein gutes Auge kann Alkor bei klarem Himmel als Stern 4. Größe unmittelbar nördlich von Mizar, dem mittleren Deichselstern des Großen Wagens, erkennen (siehe auch: Augenprüfer). Der Winkelabstand beträgt 11′ 46,9″, der Positionswinkel 70° (Jahr 2013). Wie Erwähnungen in mittelalterlichen arabischen Quellen zeigen, war der (als Sehprüfobjekt für die Fernsicht von Kriegern verwendete) Doppelstern schon lange vor den oft zitierten Fernrohrbeobachtungen Galileis bekannt.

## Etymologie
Traditionell wird der Doppelstern Mizar – Alkor als „Pferd und Reiter“ gedeutet, wobei Mizar das „Pferd“ und Alkor den „Reiter“ bzw. das „Reiterlein“ darstellt. So lautete die lateinische Bezeichnung für Alkor Eques Stellula (in etwa „Reitersternlein“). Der Name Alkor hat sehr wahrscheinlich denselben Ursprung wie der Name des Sterns Alioth (ε Ursae Majoris). Dessen arabischer Name lautete El-dschaun (bzw. von Ulugh Beg ist der Name Al Haun überliefert), was „das schwarze Pferd“ bzw. „der Rappe“ bedeutet. Nach J. E. Bode wurde das „dschaun“ zu „hor“ bzw. „chor“ verballhornt, was mit Artikel „el“ oder „al“ gelesen letztendlich „el-hor“/„el-chor“/„al-hor“/„al-chor“ ergibt. Bode vermutete, dass der Name auf einer alten arabischen Sternkarte zwischen Alkor und Alioth so unglücklich platziert wurde, dass der Name fortan zu Alkor anstatt zu Alioth gerechnet wurde.
Davon abgesehen besaß Alkor tatsächlich einen arabischen Eigennamen, nämlich Suhā bzw. El-suhâ („der Vergessene“, „der Verlorene“, „der Vernachlässigte“, diese Bezeichnung deutet bereits auf die schwache Helligkeit bezogen auf Mizar hin). Wer nach Suhā blickte, soll nach einer alten arabischen Weisheit von Schlangen und Skorpionen bewahrt gewesen sein (überliefert von Zakariya Qazwini).
Eine alte griechische Sage erzählt, dass die Pleiade Elektra in den Großen Wagen wanderte und zu Ἀλώπηξ (Alōpēx, altgriechisch „Fuchs“) wurde.
Nach einer indianischen Vorstellung ist Mizar eine Frau, die ein Kind (Alkor) auf dem Rücken trägt.

## Eigenschaften
Das Alkor-System besteht aus dem Hauptstern Alkor A, einem Hauptreihenstern der Spektralklasse A5 Vn, und Alkor B, einem Roten Zwergstern der Spektralklasse M2 V bis M3,5 V. Da das Alkor-System Mitglied des Ursa-Major-Haufens ist, kann angenommen werden, dass das Sternsystem gleich alt wie der Haufen ist, nämlich 500 ± 100 Mio. Jahre. Alkor A besitzt 1,8 Sonnenmassen und eine effektive Oberflächentemperatur von 8.030 K. Seine Leuchtkraft liegt beim ca. 13-fachen der Sonne.
Alkor ist ein Kandidat für einen veränderlichen Stern ohne genauere Klassifikation und im New Catalogue of Suspected Variable Stars unter der Nummer NSV 6238 verzeichnet. Laut der Hipparcos-Mission schwankt seine scheinbare Helligkeit mit einer Amplitude von 0,017 ± 0,006m.

## Alkor B
Die Entdeckung von Alkor B wurde von zwei US-amerikanischen Astronomenteams (Mamajek et al. und Zimmerman et al.) unabhängig voneinander gemacht und im Jahr 2010 veröffentlicht. Dabei wurde Alkor B nicht im sichtbaren Licht, sondern im mittleren Infrarot (M-Band, λ = 4,8 µm) am MMT bzw. im nahen Infrarot (H-Band und J-Band, λ = 1,10 – 1,76 µm) am Hale-Teleskop entdeckt (siehe auch: Infrarotastronomie).
Bereits zuvor wurde Alkor vom Satelliten ROSAT als Röntgenquelle mit einer Leuchtkraft von 1028,3 erg/s (ca. 1021,3 Watt) erfasst und unter den Bezeichnungen 1RXS J132513.8+545920 und 2RXP J1325.9+545914 katalogisiert. Da A-Sterne für gewöhnlich keine Röntgenstrahlen emittieren, deutete dies schon auf einen unentdeckten Begleitstern hin. Diese Entdeckung stützt somit die Vermutung, dass die Röntgenstrahlung anderer A-Sterne (etwa 10 bis 15 % aller A-Sterne wurden von ROSAT als Röntgenquelle identifiziert) ebenfalls von bisher unentdeckten, niedrigmassigen Begleitsternen ausgeht.
Die scheinbare Helligkeit von Alkor B beträgt im H-Band 7,58 ± 0,06m, im J-Band 7,97 ± 0,06m und im M-Band 8,82 ± 0,05m. Unter Annahme eines Sternalters von 600 Mio. Jahren und eines Entfernungsmoduls von 2m lässt dies anhand der Modelle zur Sternevolution auf eine Masse zwischen 0,2 und 0,3 Sonnenmassen, eine Spektralklasse zwischen M2 V und M3,5 V, eine effektive Oberflächentemperatur von 3.437 K und eine Leuchtkraft von 0,01 Sonnenleuchtkräfte schließen.
Der Abstand von Alkor B zu Alkor A beträgt 1,11 Bogensekunden, der Positionswinkel 208,8° (Beobachtung vom 8. April 2007). Unter der Voraussetzung, dass man diesen Abstand mit der großen Halbachse der Bahn von Alkor B um Alkor A gleichsetzt (die entspräche 27,8 AE), von einem kreisförmigen Orbit ausgeht und man für Alkor A 1,8 Sonnenmassen und Alkor B 0,3 Sonnenmassen veranschlagt, ergäbe dies eine Umlaufperiode von etwa einem Jahrhundert.

## Trivia
Nach dem Stern ist u. a. das Forschungsschiff Alkor des GEOMAR Helmholtz-Institut für Ozeanforschung Kiel benannt. Der Bärenreiter-Verlag ist ebenfalls nach dem Stern benannt. Das Verlagssignet zeigt einen Stern über einem Bären. Die Alkor-Edition, eine Agentur für Orchesternoten, ist Teil der Bärenreiter-Unternehmensgruppe.